# Dipsastraea favus
Dipsastraea favus es una especie de coral de arrecife de la familia Merulinidae. El nombre científico de la especie fue publicado válidamente por primera vez en 1775 por Peter Forsskål.

## Galería de imágenes
El aspecto de este tipo de coral puede variar en color y forma:

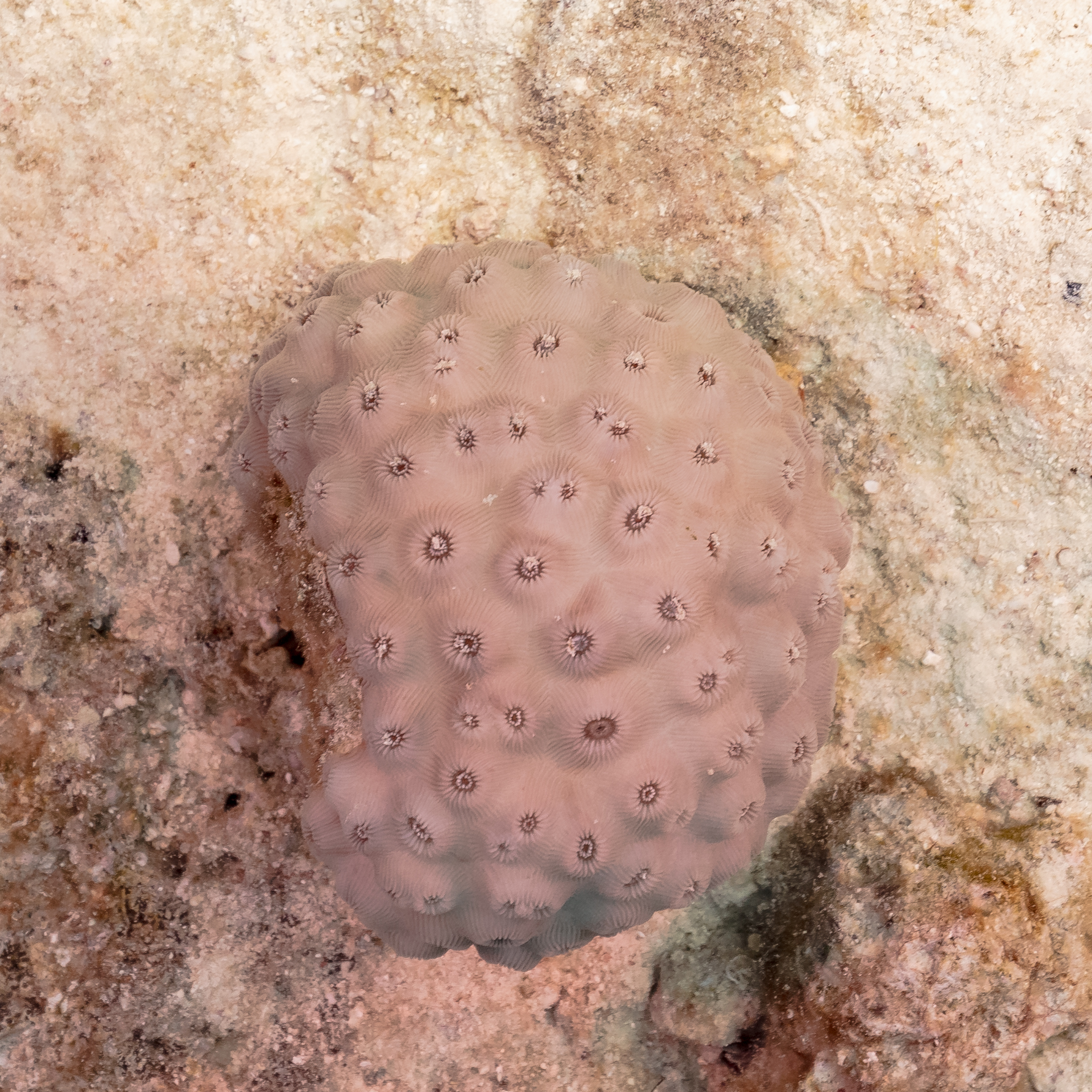
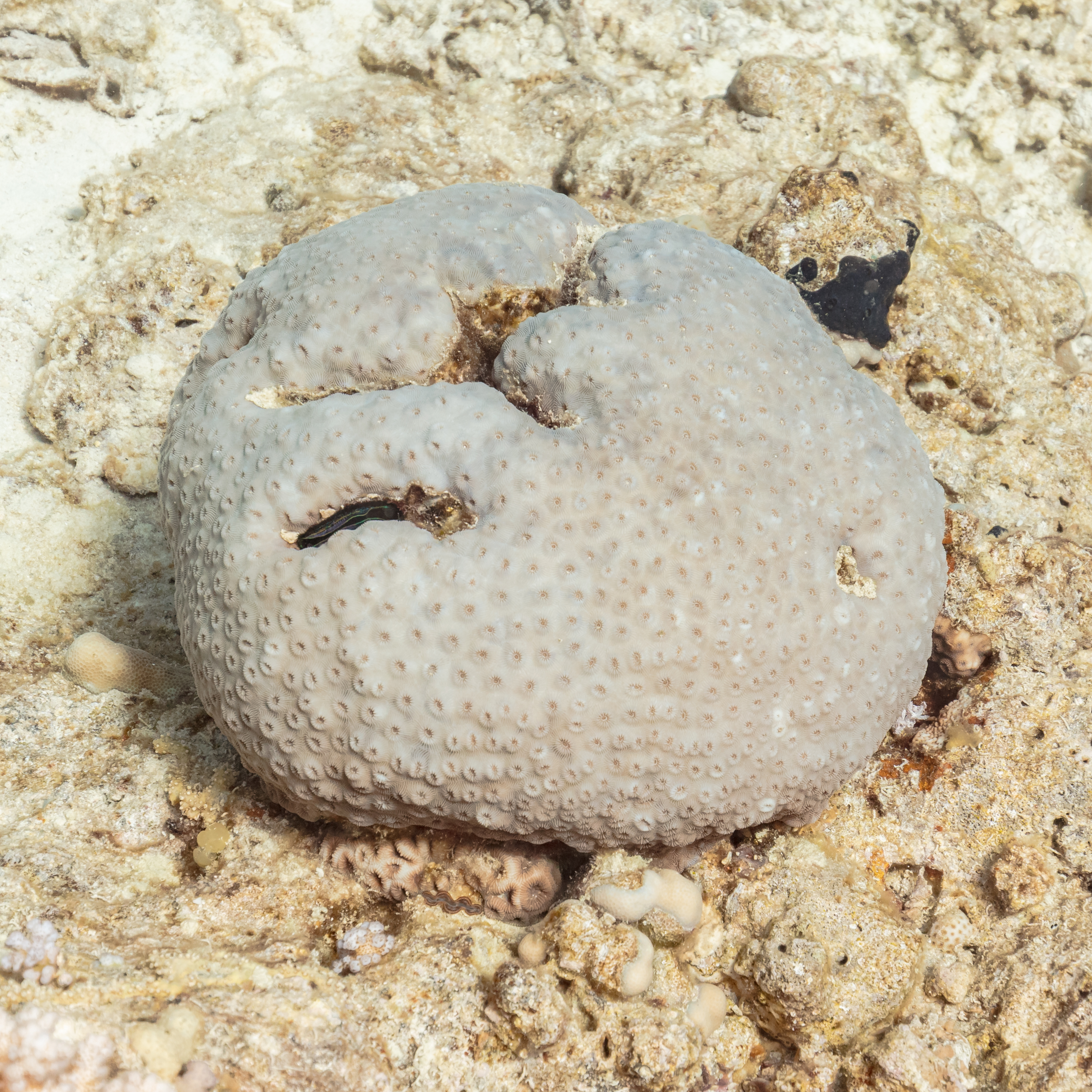
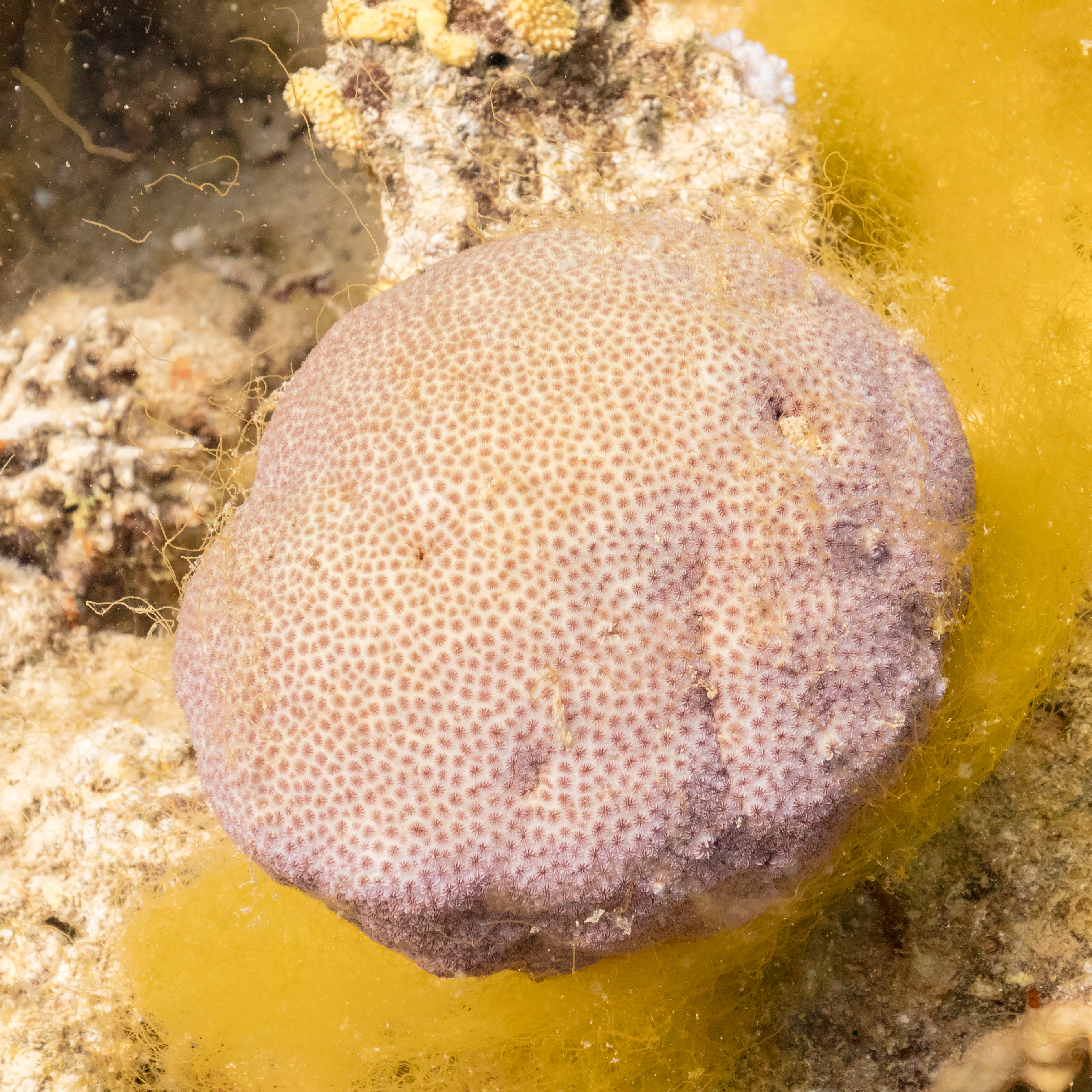
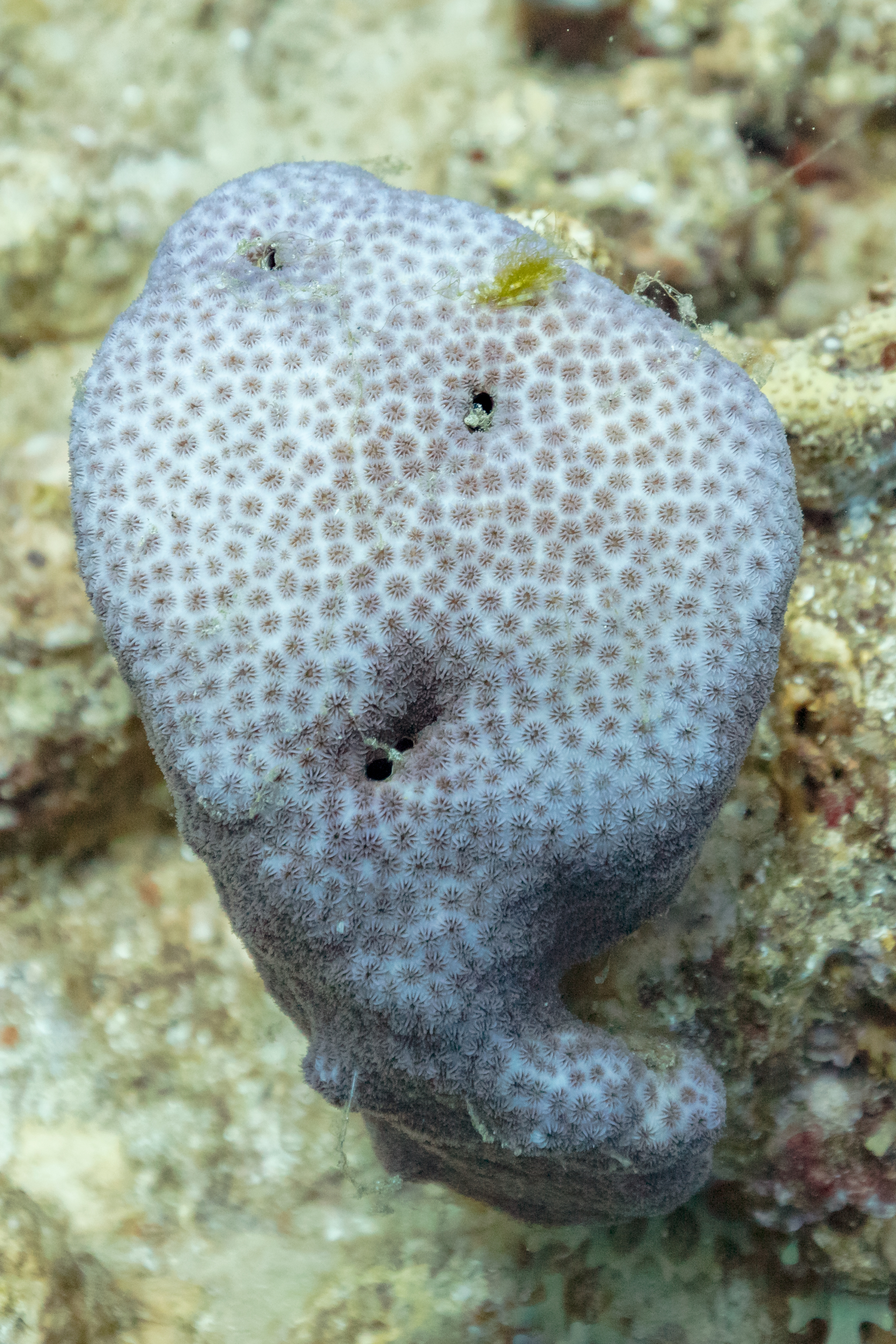
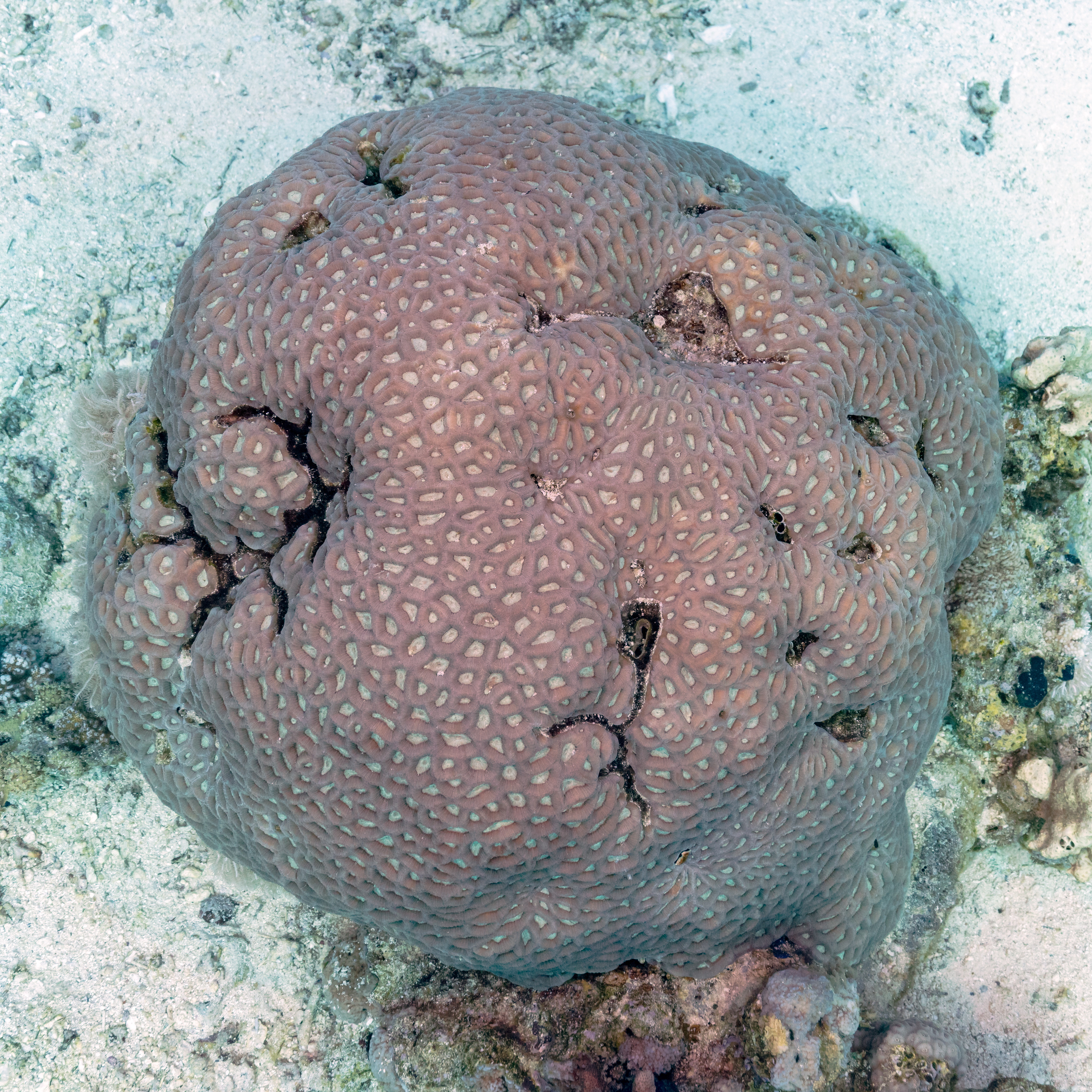
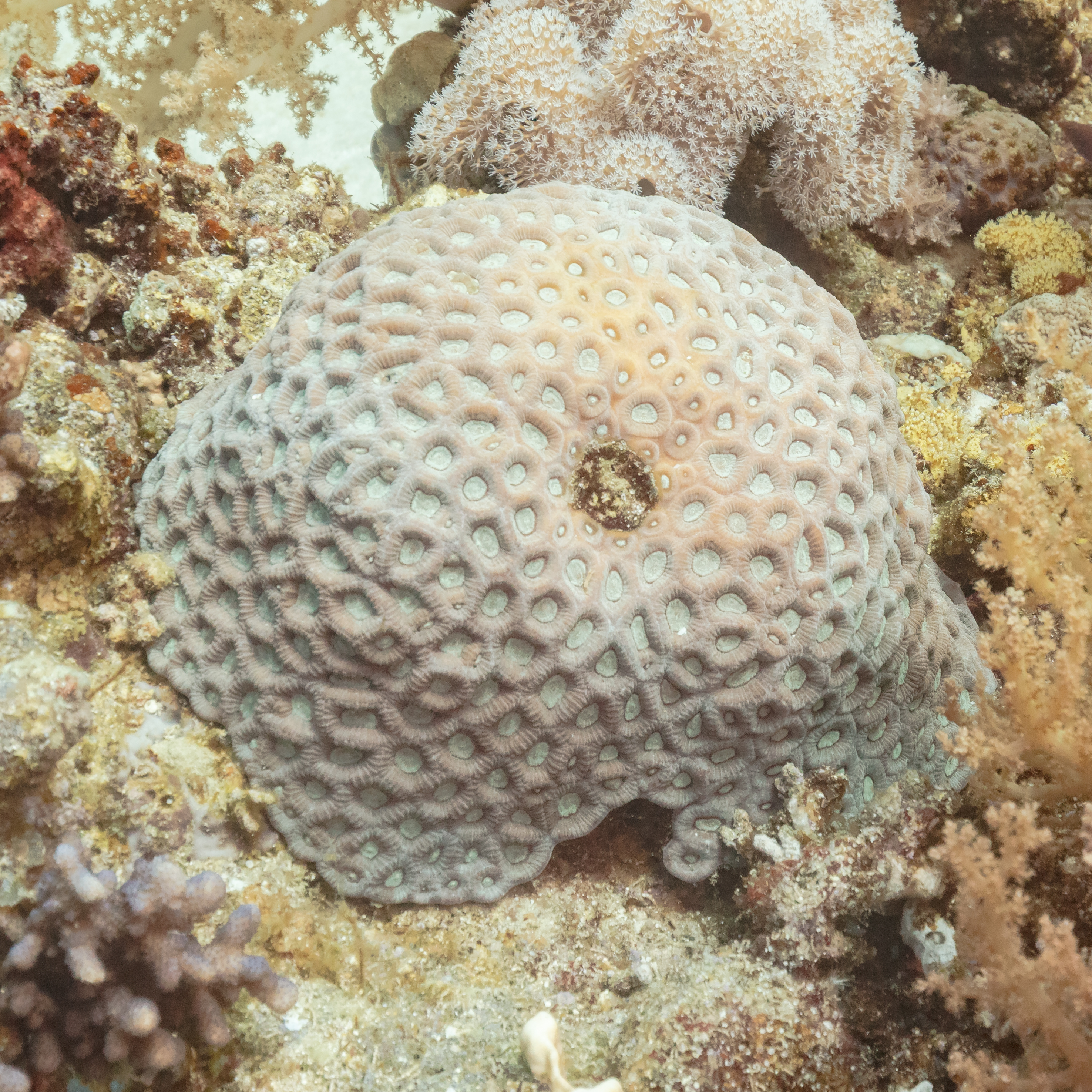
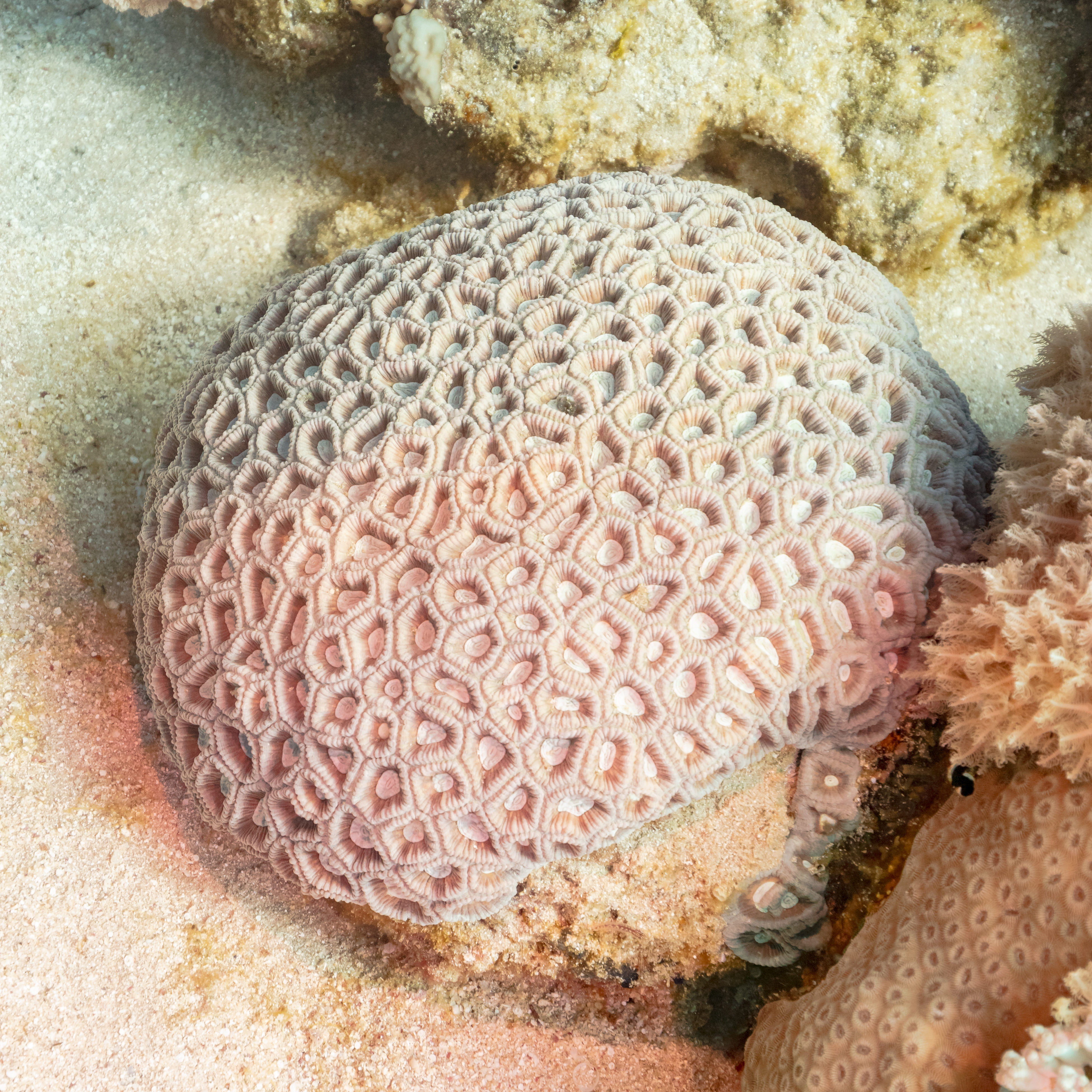